# 国際連合イラク・クウェート監視団
国際連合イラク・クウェート監視団（こくさいれんごうイラク・クウェートかんしだん United Nations Iraq-Kuwait Observation Mission,UNIKOM）は1991年の湾岸戦争後に設置された国際連合平和維持活動の一。イラクとクウェート間の非武装地帯監視を任務とする。
1991年の国際連合安全保障理事会決議689に基づき1991年4月9日に設置された。軍事監視要員300名からなり5月初頭より現地に展開している。国連安保理常任理事国が初めて共同で行った平和維持活動とされる。
イラク・クウェート両国間の非武装地帯（クウェート・イラク緩衝地帯）を監視し、敵対的行動を未然に抑止することが目的である。当初は軍事監視要員300名で構成されていたが、1993年2月には国際連合安全保障理事会決議806に基づき、軍事行動の実力阻止が可能なように機械化歩兵3個大隊（兵力3,645名 軍事監視要員含む）にまで拡大された。この体制は間もなく縮小されたが、監視任務は継続されている。
2003年のイラク戦争に伴い、監視要員は撤収し、一部要員がクウェート市内に残るのみで、任務は中断した。戦争の結果、イラクのフセイン政権が崩壊し、クウェート侵攻の恐れが消滅したため、2003年10月6日をもって任務を終了した。最終時の人員は軍事監視要員4名、文民131名。